# Gran Premio de Austria de Motociclismo de 2017
El Gran Premio de Austria de Motociclismo de 2017 (oficialmente Nerogiardini Motorrad Grand Prix von Österreich) fue la undécima prueba del Campeonato del Mundo de Motociclismo de 2017. Tuvo lugar en el fin de semana del 11 al 13 de agosto de 2017 en el Red Bull Ring, situado en la ciudad de Spielberg, Estiria, Austria.
La carrera de MotoGP fue ganada por Andrea Dovizioso, seguido de Marc Márquez y Dani Pedrosa. Franco Morbidelli fue el ganador de la prueba de Moto2, por delante de Álex Márquez y Thomas Lüthi. La carrera de Moto3 fue ganada por Joan Mir, Philipp Öttl fue segundo y Jorge Martín tercero.

## Resultados

### Resultados MotoGP
| Pos.    | N.º | Piloto           | Constructor | Vueltas | Tiempo    | Parrilla | Puntos |
| ------- | --- | ---------------- | ----------- | ------- | --------- | -------- | ------ |
| 1       | 4   | Andrea Dovizioso | Ducati      | 28      | 39:43.323 | 2        | 25     |
| 2       | 93  | Marc Márquez     | Honda       | 28      | +0.176    | 1        | 20     |
| 3       | 26  | Dani Pedrosa     | Honda       | 28      | +2.661    | 8        | 16     |
| 4       | 99  | Jorge Lorenzo    | Ducati      | 28      | +6.663    | 3        | 13     |
| 5       | 5   | Johann Zarco     | Yamaha      | 28      | +7.262    | 6        | 11     |
| 6       | 25  | Maverick Viñales | Yamaha      | 28      | +7.447    | 4        | 10     |
| 7       | 46  | Valentino Rossi  | Yamaha      | 28      | +8.995    | 7        | 9      |
| 8       | 19  | Álvaro Bautista  | Ducati      | 28      | +14.515   | 17       | 8      |
| 9       | 76  | Loris Baz        | Ducati      | 28      | +19.620   | 12       | 7      |
| 10      | 6   | Mika Kallio      | KTM         | 28      | +19.766   | 18       | 6      |
| 11      | 29  | Andrea Iannone   | Suzuki      | 28      | +20.101   | 10       | 5      |
| 12      | 45  | Scott Redding    | Ducati      | 28      | +25.523   | 15       | 4      |
| 13      | 41  | Aleix Espargaró  | Aprilia     | 28      | +26.770   | 20       | 3      |
| 14      | 17  | Karel Abraham    | Ducati      | 28      | +27.321   | 11       | 2      |
| 15      | 35  | Cal Crutchlow    | Honda       | 28      | +28.096   | 9        | 1      |
| 17      | 42  | Álex Rins        | Suzuki      | 28      | +32.912   | 21       |        |
| 18      | 8   | Héctor Barberá   | Ducati      | 28      | +36.423   | 14       |        |
| 18      | 38  | Bradley Smith    | KTM         | 28      | +36.423   | 22       |        |
| 19      | 53  | Esteve Rabat     | Honda       | 28      | +42.404   | 24       |        |
| 20      | 22  | Sam Lowes        | Aprilia     | 28      | +52.492   | 23       |        |
| Ret     | 43  | Jack Miller      | Honda       | 19      | Caída     | 19       |        |
| Ret     | 9   | Danilo Petrucci  | Ducati      | 6       | Retirado  | 5        |        |
| Ret     | 94  | Jonas Folger     | Yamaha      | 3       | Retirado  | 13       |        |
| Ret     | 44  | Pol Espargaró    | KTM         | 2       | Retirado  | 16       |        |
| Fuente: |     |                  |             |         |           |          |        |

### Resultados Moto2
| Pos.    | N.º | Piloto              | Constructor | Vueltas | Tiempo     | Parrilla | Puntos |
| ------- | --- | ------------------- | ----------- | ------- | ---------- | -------- | ------ |
| 1       | 21  | Franco Morbidelli   | Kalex       | 25      | 37:39.370  | 2        | 25     |
| 2       | 73  | Álex Márquez        | Kalex       | 25      | +1.312     | 3        | 20     |
| 3       | 12  | Thomas Lüthi        | Kalex       | 25      | +2.544     | 5        | 16     |
| 4       | 42  | Francesco Bagnaia   | Kalex       | 25      | +3.070     | 4        | 13     |
| 5       | 54  | Mattia Pasini       | Kalex       | 25      | +3.745     | 1        | 11     |
| 6       | 30  | Takaaki Nakagami    | Kalex       | 25      | +8.827     | 12       | 10     |
| 7       | 41  | Brad Binder         | KTM         | 25      | +9.018     | 17       | 9      |
| 8       | 9   | Jorge Navarro       | Kalex       | 25      | +13.692    | 11       | 8      |
| 9       | 77  | Dominique Aegerter  | Suter       | 25      | +14.955    | 13       | 7      |
| 10      | 55  | Hafizh Syahrin      | Kalex       | 25      | +18.997    | 21       | 6      |
| 11      | 24  | Simone Corsi        | Speed Up    | 25      | +21.887    | 14       | 5      |
| 12      | 45  | Tetsuta Nagashima   | Kalex       | 25      | +22.028    | 20       | 4      |
| 13      | 49  | Axel Pons           | Kalex       | 25      | +23.008    | 18       | 3      |
| 14      | 57  | Edgar Pons          | Kalex       | 25      | +23.290    | 23       | 2      |
| 15      | 87  | Remy Gardner        | Tech 3      | 25      | +25.128    | 25       | 1      |
| 16      | 37  | Augusto Fernández   | Speed Up    | 25      | +33.460    | 27       |        |
| 17      | 89  | Khairul Idham Pawi  | Kalex       | 25      | +33.931    | 31       |        |
| 18      | 2   | Jesko Raffin        | Kalex       | 25      | +40.110    | 30       |        |
| 19      | 20  | Joe Roberts         | Kalex       | 25      | +43.888    | 28       |        |
| 20      | 6   | Tarran Mackenzie    | Suter       | 25      | +46.097    | 29       |        |
| 21      | 27  | Iker Lecuona        | Kalex       | 23      | +2 Vueltas | 19       |        |
| Ret     | 44  | Miguel Oliveira     | KTM         | 20      | Caída      | 8        |        |
| Ret     | 62  | Stefano Manzi       | Kalex       | 13      | Caída      | 26       |        |
| Ret     | 5   | Andrea Locatelli    | Kalex       | 12      | Caída      | 22       |        |
| Ret     | 32  | Isaac Viñales       | Kalex       | 11      | Caída      | 7        |        |
| Ret     | 97  | Xavi Vierge         | Tech 3      | 1       | Caída      | 9        |        |
| Ret     | 19  | Xavier Siméon       | Kalex       | 1       | Caída      | 24       |        |
| Ret     | 40  | Fabio Quartararo    | Kalex       | 0       | Caída      | 6        |        |
| Ret     | 11  | Sandro Cortese      | Suter       | 0       | Caída      | 10       |        |
| Ret     | 7   | Lorenzo Baldassarri | Kalex       | 0       | Caída      | 15       |        |
| Ret     | 10  | Luca Marini         | Kalex       | 0       | Caída      | 16       |        |
| DNS     | 52  | Danny Kent          | Suter       |         | No empezó  |          |        |
| Fuente: |     |                     |             |         |            |          |        |

### Resultados Moto3
| Pos.    | N.º | Piloto                  | Constructor | Vueltas | Tiempo    | Parrilla | Puntos |
| ------- | --- | ----------------------- | ----------- | ------- | --------- | -------- | ------ |
| 1       | 36  | Joan Mir                | Honda       | 23      | 37:23.124 | 10       | 25     |
| 2       | 65  | Philipp Öttl            | KTM         | 23      | +3.045    | 8        | 20     |
| 3       | 88  | Jorge Martín            | Honda       | 23      | +3.377    | 13       | 16     |
| 4       | 11  | Livio Loi               | Honda       | 23      | +3.385    | 12       | 13     |
| 5       | 44  | Arón Canet              | Honda       | 23      | +3.502    | 3        | 11     |
| 6       | 21  | Fabio Di Giannantonio   | Honda       | 23      | +3.730    | 9        | 10     |
| 7       | 19  | Gabriel Rodrigo         | KTM         | 23      | +3.804    | 1        | 9      |
| 8       | 7   | Adam Norrodin           | Honda       | 23      | +4.183    | 15       | 8      |
| 9       | 15  | Jaume Masiá             | KTM         | 23      | +4.310    | 14       | 7      |
| 10      | 33  | Enea Bastianini         | Honda       | 23      | +4.858    | 4        | 6      |
| 11      | 8   | Nicolò Bulega           | KTM         | 23      | +4.887    | 16       | 5      |
| 12      | 42  | Marcos Ramírez          | KTM         | 23      | +5.054    | 23       | 4      |
| 13      | 5   | Romano Fenati           | Honda       | 23      | +5.080    | 11       | 3      |
| 14      | 58  | Juan Francisco Guevara  | KTM         | 23      | +7.015    | 2        | 2      |
| 15      | 27  | Kaito Toba              | Honda       | 23      | +16.246   | 27       | 1      |
| 16      | 95  | Jules Danilo            | Honda       | 23      | +16.447   | 21       |        |
| 17      | 14  | Tony Arbolino           | Honda       | 23      | +16.449   | 24       |        |
| 18      | 71  | Ayumu Sasaki            | Honda       | 23      | +16.653   | 18       |        |
| 19      | 96  | Manuel Pagliani         | Mahindra    | 23      | +16.673   | 30       |        |
| 20      | 84  | Jakub Kornfeil          | Peugeot     | 23      | +17.077   | 28       |        |
| 21      | 16  | Andrea Migno            | KTM         | 23      | +34.984   | 7        |        |
| 22      | 6   | María Herrera           | KTM         | 23      | +43.607   | 29       |        |
| 23      | 13  | Maximilian Kofler       | KTM         | 23      | +57.874   | 31       |        |
| 24      | 4   | Patrik Pulkkinen        | Peugeot     | 23      | +57.982   | 32       |        |
| Ret     | 12  | Marco Bezzecchi         | Mahindra    | 22      | Caída     | 25       |        |
| Ret     | 75  | Albert Arenas           | Mahindra    | 22      | Caída     | 20       |        |
| Ret     | 41  | Nakarin Atiratphuvapat  | Honda       | 22      | Caída     | 22       |        |
| Ret     | 17  | John McPhee             | Honda       | 16      | Caída     | 5        |        |
| Ret     | 64  | Bo Bendsneyder          | KTM         | 15      | Caída     | 6        |        |
| Ret     | 23  | Niccolò Antonelli       | KTM         | 14      | Caída     | 17       |        |
| Ret     | 24  | Tatsuki Suzuki          | Honda       | 14      | Caída     | 26       |        |
| Ret     | 48  | Lorenzo Dalla Porta     | Mahindra    | 2       | Caída     | 19       |        |
| Ret     | 18  | Gabriel Martínez-Ábrego | KTM         | 2       | Caída     | 33       |        |
| Fuente: |     |                         |             |         |           |          |        |